# الحروب البيزنطية البلغارية

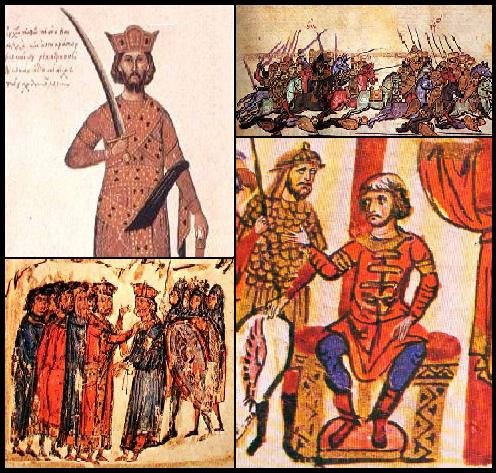
رسم فني عن الحروب البيزنطية البلغارية

الحروب البيزنطية البلغارية عبارة عن سلسلة من الصراعات الحربية بين البيزنطيين والبلغاريين التي بدأت عندما استقر البلغاريون في شبه جزيرة البلقان في القرن الخامس الميلادي وكثفوا من توسع الإمبراطورية البلغارية حتى وصلت إلى الجنوب الغربي بعد عام 680 م. واستمر صراع البيزنطيين والبلغاريين طوال القرن التالي مع نجاح متغير، حتى نجح البلغاريون بقيادة كروم بإلحاق سلسلة هزائم قضت على البيزنطيين. تفاوض ابن كروم أومورتاج على معاهدة سلام لمدة 30 عامًا بعد وفاة والده عام 814م. هزم سيميون الأول الإمبراطور البلغاري أثناء الحرب الكبرى التالية البيزنطيين في عام 893م، أثناء محاولة تشكيل إمبراطورية أوروبا الشرقية الكبيرة، لكن جهوده باءت بالفشل.
أخضع جون الأول تيزيمسكس الإمبراطور البيزنطي في عام 971م جزءًا كبيرًا من الإمبراطورية البلغارية بعد هزيمته لبوريس الثاني واستولى على العاصمة البلغارية بريسلاف(Preslav). وتم غزو القسطنطينية تحت قيادة باسيل الثاني في عام 1018م واحتلت بلغاريا بالكامل كنتيجة لـ معركة كليديون في عام 1014م. وكانت هناك ثورات ضد الحكم البيزنطي 1040م حتى 1041م وفي السبعينيات والثمانينيات من القرن الحادي عشر الميلادي، لكن جميع هذه الثورات باءت بالفشل. ومع ذلك، ففي عام 1185م قاد بيتر تيودور وإيفان أسين الأول ثورة عندما كانت الإمبراطورية البيزنطية في حالة ضعف، حيث كانت تعاني من اضطرابات داخلية بين الأسرة الحاكمة ولم تستطع منع الثورة من النجاح.
وتم غزو القسطنطينية في عام 1204م بعد الحملة الصليبية الرابعة، حيث حاول الإمبراطور البلغاري كالويان، إقامة علاقات ودية مع الصليبيين، لكن الإمبراطورية اللاتينية التي أنشئت حديثًا رفضت أي عروض للتحالف مع البلغاريين. وكنتيجة لهذا التعامل الفاتر، تحالف كالويان مع نيكايانز، وهي إحدى الدول البيزنطية التي أنشئت بعد سقوط القسطنطينية، بدلاً من الحد من قوة الصليبيين في المنطقة. وعلى الرغم من تحالف ابن أخيه بوريل مع الإمبراطورية اللاتينية، إلا أن خلفاء بوريل ناصروا نيكايانز، بغض النظر عن استمرار الهجمات القليلة منهم. وبعد انهيار الإمبراطورية اللاتينية، استفاد البيزنطيون من الحرب الأهلية التي نشبت في بلغاريا واستولوا على أجزاء من تراقيا، لكن استطاع الإمبراطور البلغاري تيودور سفيتوسلاف استعادة هذه الأراضي. واستمرت العلاقات البيزنطية البلغارية في تذبذب مستمر حتى دمرت الإمبراطورية البلغارية الأتراك العثمانيون في عام 1422م والإمبراطورية البيزنطية في عام 1453م.

## حرب أسباروخ
تَواجه البيزنطيون والبلغار للمرة الأولى حين توجّه أسباروخ أصغر أبناء كوبرات خان غربًا، محتلًا ما هو اليوم جنوبي بيسارابيا. هزم أسباروخ البيزنطيين الذي قادهم قسطنطين الرابع، والذي قاد عمليةً مزدوجة بحرًا وبرًا ضد الغزاة وحاصر معسكرهم المحصّن في أونجالا. لمعاناته من أحوالٍ صحية سيئة، كان على الإمبراطور ترك الجيش، الأمر الذي جعلهم يشعرون بالذعر وتسبّب بهزيمتهم من قبل البلغار. في عام 681، أرغِمت القسطنطينية على الاعتراف بالدولة البلغارية في مويسيا ودفع مال حماية لتجنب تقدم إضافي إلى تراقيا البيزنطية. بعد ثمانية أعوام، قاد أسباروخ حملةً ناجحة ضد تراقيا البيزنطية.

## حروب تيرفيل
دعم تيرفيل -الذي ورد ذكره للمرة الأولى في النصوص البيزنطية عام 704 حين أتاه الإمبراطور المخلوع جستينيان الثاني طالبًا مساعدته- جستينيان في محاولة لاستعادة العرش البيزنطي مقابل صداقة وهدايا وزواجه من ابنته. بجيش قوامه 15,000 فارس قدّمهم تيرفيل، تقدّم جستينيان فجأة باتجاه القسطنطينية وتمكّن من دخول المدينة عام 705. أعدَم الإمبراطور المستعاد خالعيه، الإمبراطورين ليونتيوس وتيبيريوس الثالث، إلى جانب العديد من مناصريهما. منح جستينيان تيرفيل مكافآت عديدة، لقب قيصر، الذي جعله الرجل الثاني بعد الإمبراطور فقط وأول حاكم أجنبي في التاريخ البيزنطي يتلقى لقبًا كهذا، وربما تنازلًا عن أراضٍ في الشمال الشرقي لتراقيا، إقليم يدعى زاغور. إذا ما كان تيرفيل قد تزوج ابنة جستينيان كما كان قد رُتِّب، فيبقى هذا أمرًا غير معروف.
بعد ثلاثة أعوام فقط انتهك جستينيان الثاني نفسه هذا الاتفاق وشرع بعمليات عسكرية لاستعادة المنطقة المتنازَل عنها. هزمه تيرفيل في معركة أنكيالوس (أو أنخيالو) في عام 708. في عام 711، وبمواجهة ثورات خطيرة في آسيا الصغرى، سعى جستينيان مرة أخرى وراء مساعدة تيرفيل لكنه حصل على دعم فاتر فحسب على شكل جيش قوامه 3,000 محارب. بهزيمته من قبل الإمبراطور الثائر فيليبيكوس، أسِر جستينيان وأعدِم، فيما سُمِح لحلفائه البلغار بالانسحاب إلى بلادهم. استغلّ تيرفيل الاضطرابات في بيزنطة ليغزو تراقيا عام 712، وليقوم بأعمال نهبٍ وصلت حتى المناطق المجاورة للقسطنطينية.
وفقًا لمخطوطة أسماء الحكّام البلغار، توفي تيرفيل عام 715. إلا أن المؤرخ البيزنطي تيوفان المعرف يَنسِب لتيرفيل دورًا في محاولة لاستعادة الإمبراطور المخلوع أرتيميوس أناستاسيوس الثاني في عام 718 أو 719. إن كان تيرفيل قد بقي على قيد الحياة طوال تلك المدة، فإنه هو من كان الحاكم البلغاري الذي عقد المعاهدة الجديدة مع الإمبراطور ثيودوسيوس الثالث في عام 716 (التي قضت بخراج سنوي يُدفع من قبل البيزنطيين إلى بلغاريا والتنازلات الإقليمية في تراقيا، وكذلك أيضًا تنظيم العلاقات التجارية والتعامل مع اللاجئين السياسيين)، وكان هو أيضًا الحاكم البلغاري الذي ساعد في فكّ الحصار العربي الثاني برًّا للقسطنطينية في عام 717-718. وفقًا لتيوفان، ذبح البلغار قرابة 22,000 عربي في المعركة.

## حروب قسطنطين الخامس

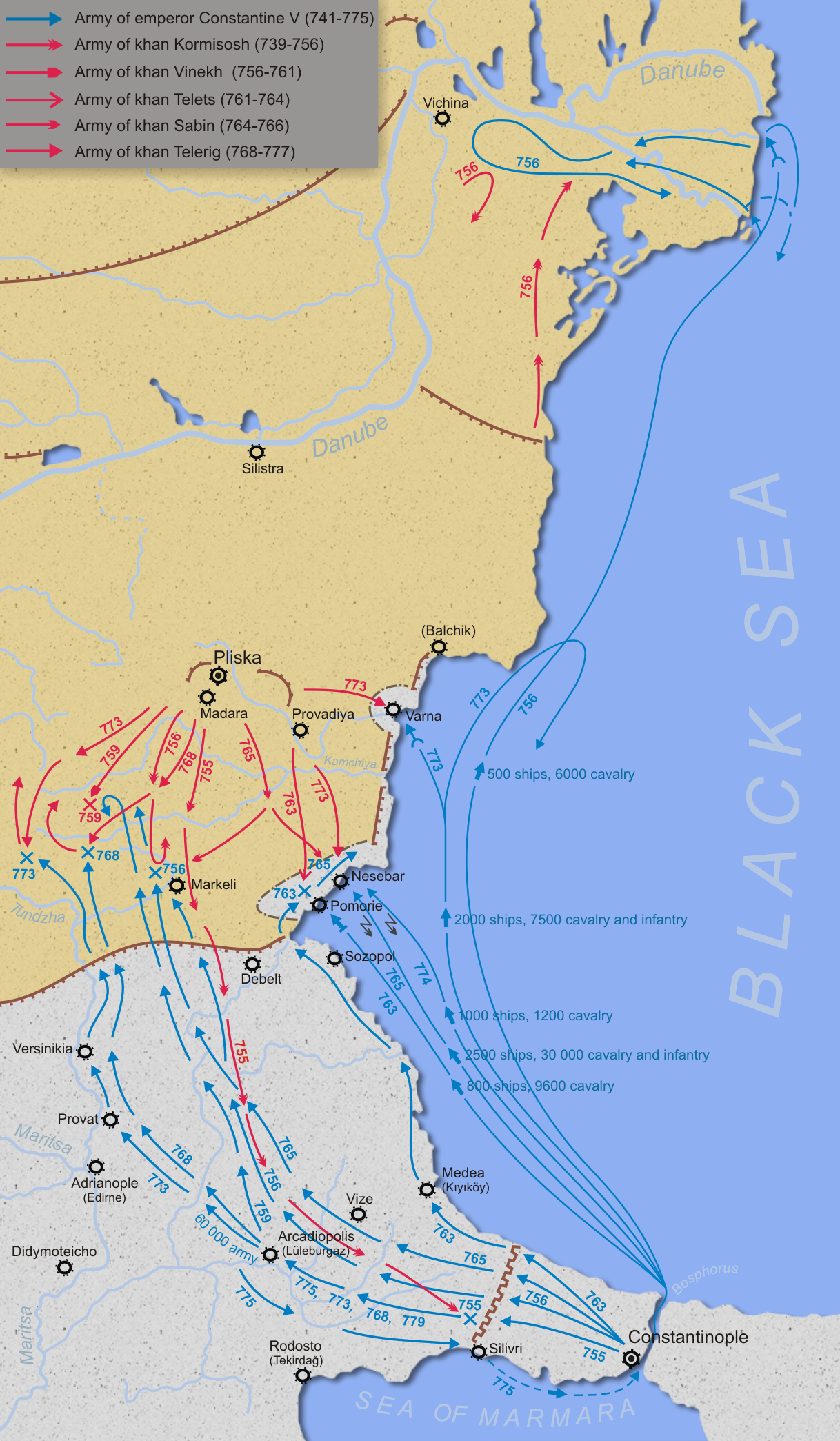
الحروب البيزنطية البلغارية (741–775)

بعد وفاة سيفار، دخلت بلغاريا فترةً طويلة من الأزمة والاضطراب، فيما كان البيزنطيون يعزّزون مواقعهم. بين عامي 756 و775، قاد الإمبراطور البيزنطي قسطنطين الخامس تسع حملات ضد جيرانه الشماليين لإقامة حدود بيزنطية على نهر الدانوب. ونظرًا للتغير المتكرر للحكّام (اعتلى ثمانية خانات العرش في غضون عشرين عام) والأزمة السياسية الدائمة، كانت بلغاريا على حافة الدمار.
في الحملة الأولى عام 756 حقّق قسطنطين الخامس نجاحًا وتمكن من هزيمة البلغار مرتين، غير أن الخان البلغاري، فينيخ، هزم في عام 759 الجيش البيزنطي هزيمةً كاسحة في معركة ريشكي باس. بعد ذلك سعى فينيخ لعقد الصلح مع البيزنطيين إلا أنه اغتيل من قبل النبلاء البلغار. هُزِم الحاكم الجديد، تيليتس، في معركة أنكيالوس عام 763. خلال حملاتهم التالية، فشِل كلا الطرفين في تحقيق نصر هام بسبب عدم تمكن البيزنطيين من عبور جبال البلقان، وتدمير أسطولهم مرتين جراء عواصف قوية (غرقت 2600 سفينة خلال عاصفة واحدة فقط في عام 765). في عام 774، هزموا قوّةً بلغارية هزيلة في بيرزيتيا، غير أن هذا كان النجاح الأخير لقسطنطين الخامس: إذ نظرًا لهزيمتهم اتّخذ البلغار احتياطات جادّة للتخلص من الجواسيس البيزنطيين في بليسكا. أرسل خان تيليريغ مبعوثًا سريًا إلى قسطنطين الخامس مشيرًا إلى نيته بالفرار من بلغاريا والحصول على لجوء لدى الإمبراطور، وساعيًا وراء ضمانات على حسن الضيافة. نجح تيليريغ في جعل الإمبراطور يُفشي سرّ عملائه في بلغاريا، الذين جُمعوا كما ينبغي وأعدِموا. باءت محاولة الأخذ بالثأر البيزنطي المتوقعة بالفشل مع وفاة قسطنطين الخامس عام 775.

## ثارات قسطنطين السادس الفاشلة
في عام 791، تولّى الإمبراطور البيزنطي قسطنطين السادس حملةً ضد بلغاريا، ثأرًا من الغارات البلغارية في وادي نهر ستروما منذ عام 789. استبق كاردام الغزو البيزنطي وواجه الأعداء قرب أدرنة في تراقيا. هُزِم الجيش البيزنطي ولاذ بالفرار.
في عام 792، قاد قسطنطين السادس جيشًا آخر ضد البلغار وعسكر عند ماركيلي، قرب كارنوبات، التي باشر بتحصينها. وصل كاردام مع جيشه في 20 يوليو واحتلّ المرتفعات المجاورة. بعد مضي بعض الوقت من تقدير الطرفين لحجم قوة بعضهما، أمر قسطنطين السادس ببدء الهجوم، إلا أن القوات البيزنطية فقدت تنظيمها في ما كان معركة ماركيلي، وهُزِمت مرةً أخرى ولاذت بالفرار. أسَر كاردام الخيمة الإمبراطورية وخدم الملك. بعد عودته إلى القسطنطينية وقّع قسطنطين السادس معاهدة سلام وتعهد بدفع خراج سنوي لبلغاريا.
بحلول عام 796، تمردت الحكومة الإمبراطورية ووجد كاردام المطالبة بدفع الخراج أمرًا ضروريًا فيما كان يهدد بتدمير تراقيا إن لم يُدفع. وفقًا للمؤرخ تيوفان المعرف، سخر قسطنطين السادس من المطالبة عبر إرساله الروث بدلًا من الذهب «خراجًا ملائمًا» ووعد بأن يقود جيشًا جديدًا ضد كاردام المتقدم في السن عند ماركيلي. مرة أخرى توجّه جيش الإمبراطور نحو الشمال، ومرة أخرى واجه كاردام في منطقة مجاورة لأدرنة. واجه الجيشان بعضهما 17 يومًا دون الدخول في معركة، في حين يُحتمل أن الملكان دخلا في مفاوضات. في النهاية، تجنّب كلا الجانبين القتال واستمر السلام بالشروط ذاتها لعام 792.
حروب كروم خان
تبنّى كروم خان سياسةً عدائية ضمن أراضي البلقان، وغزا مناطق على طول وادي نهر ستروما عام 807، حيث هزم جيشًا بيزنطيًا واستولى على كميات هائلة من الذهب قُصِد منها أن تكون أجورًا لكامل الجيش البيزنطي. في عام 809، حاصر كروم سيرديكا (صوفيا) وأرغمها على الاستسلام، وذبح الحامية البيزنطية على الرغم من وعده بتعامل غير مؤذٍ. دفع ذلك بالإمبراطور البيزنطي نقفور الأول إلى توطين الكتل الأناضولية من السكان على طول الحدود لحمايتها وليحاولوا استعادة سيرديكا وتحصينها، رغم أن مبادرته باءت بالفشل في النهاية.

## وصلات خارجية
- Rulers of Bulgaria